# Nguyễn Chấn
Nguyễn Chấn (1924-?) là nhà cách mạng, nhà nghiên cứu và chính khách Việt Nam, từng giữ chức Bộ trưởng Bộ Điện và Than Việt Nam, Tổng cục trưởng Tổng cục Hóa chất, Đại biểu Quốc hội Việt Nam khóa IV, V, VI.

## Lãnh đạo ngành năng lượng
Bộ trưởng Nguyễn Chấn sinh năm 1924 ở tỉnh Hà Bắc. Ông ứng cử Đại biểu Quốc hội khóa V khi đang giữ chức vụ Viện trưởng Viện Quy hoạch than (huyện Chí Linh, tỉnh Hải Hưng).
Ngày 3 tháng 3 năm 1972, trên cương vị Tổng cục trưởng Tổng cục Hóa chất, ông ra quyết định thành lập Ban Dầu mỏ và Khí đốt, tiền thân của Tập đoàn Dầu khí Việt Nam. Ban Dầu mỏ và Khí đốt tồn tại đến năm 1973, bao gồm các thành viên: Nguyễn Chấn, Nguyễn Văn Biên, Hoàng Hữu Bình, Nguyễn Đông Hải, Trần Quang Vinh.
Ngày 26 tháng 4 năm 1974, ông được bổ nhiệm làm quyền Bộ trưởng Bộ Điện và Than thay Bộ trưởng Nguyễn Hữu Mai. Sau kỳ họp thứ nhất Quốc hội khóa V (1975), ông được Quốc hội thông qua trở thành Bộ trưởng Bộ Điện và Than.
Tháng 5 năm 1975, trên cương vị Bộ trưởng, ông đã dẫn đầu đoàn công tác Bộ Điện và Than vào miền Nam kiểm tra tình hình, nhanh chóng phục hồi nhà máy điện, sửa chữa đường dây tải điện để sản xuất điện phục vụ cho công cuộc tái thiết đất nước. Ngày 15 tháng 5, ông thành lập Ban quân quản Nhà máy thủy điện Đa Nhim do Thứ trưởng Vũ Hiền làm Trưởng ban, kỹ sư Phạm Công Lạc làm Phó ban, để tập hợp kỹ sư, công nhân sửa chữa, phục hồi toàn bộ nhà máy cũng như các đường dây điện cao thế và các trạm biến áp.
Năm 1976, ông là Trưởng ban Năng lượng chuẩn bị cho Đại hội VI. Trên cương vị này, ông đã bổ sung và giao cho chuyên viên Đinh Ngọc Lân nhiệm vụ soạn thảo đề án xây dựng nhà máy điện hạt nhân để báo cáo lên Bộ Chính trị.
Ngày 22 tháng 1 năm 1981, ông thôi chức vụ Bộ trưởng. Bộ Điện và Than được Quốc hội tách thành hai bộ là Bộ Điện lực và Bộ Mỏ và Than.

## Gia đình
Vợ ông là bà Nguyễn Thị Tuệ Oanh, nguyên cán bộ Hội Phụ nữ Cứu quốc.